# Bleach: The DiamondDust Rebellion
| Зрительский рейтинг      | Зрительский рейтинг      | Зрительский рейтинг      |
| (на 7 августа 2011 года) | (на 7 августа 2011 года) | (на 7 августа 2011 года) |
| ------------------------ | ------------------------ | ------------------------ |
| Сайт                     | Оценка                   | Голосов                  |
| Anime News Network       | · ссылка                 | 1143                     |

Bleach: The DiamondDust Rebellion - Mo Hitotsu no Hyourinmaru (яп. 劇場版 BLEACH ブリーチ The DiamondDust Rebellion もう一つの氷輪丸 Mo Hitotsu no Hyourinmaru Гэкидзё:бан бури:ти дза дайямондо дасуто рэбэрион мо: хитоцу но хё:риммару, «Bleach: Восстание алмазной пыли - Другой Хёринмару») — второй анимационный фильм, снятый по мотивам манги «Блич» Тайто Кубо. В Японии он был выпущен 22 декабря 2007 года. Основная музыкальная тема этого аниме — «Rock of Light» (яп. 光のロック хикару но рокку) группы Sambomaster. В качестве рекламы Тайто Кубо выпустил специальную главу манги, в которой главным героем является Тосиро Хицугая.

## Сюжет
Из Сообщества душ украдена «Королевская печать», на её поиски отправляется капитан Тосиро Хицугая, но после сражения с ворами пропадает. Не разобравшись до конца с ситуацией, в Сообществе душ объявляют его предателем и приговаривают к смертной казни. Ичиго Куросаки, Рукия Кучики, лейтенант Рангику Мацумото и Рэндзи Абараи не верят, что Тосиро способен совершить такое преступление. Они хотят очистить его имя от подозрений. Между тем Тосиро Хицугая узнаёт в одном из похитителей своего друга Содзиро Кусаку, который считался умершим много лет назад после битвы с Тосиро.

## Персонажи
- Содзиро Кусака

Главный отрицательный персонаж в фильме. Кусака и Хицугая в своё время вместе получили силу Хёриммару (меча дзанпакто), но так как по закону Сообщества Душ несколько проводников не могут иметь один и тот же Дзанпакто, они были вынуждены сразиться между собой. Содзиро также появляется видео играх по мотивам «Блич» для в PSP Bleach: Heat the Soul с 5 по 7 часть в качестве игрового персонажа.
Сэйю — Акира Исида
- Инь и Ян — две близняшки-арранкары, созданные Содзиро Кусаку. Инь имеет голубые волосы, заплетённые в хвосты, в то время как у Ян короткие рыжие волосы.

Сэйю Инь — Ая Хисакава
Сэйю Ян — Юкана

## Роли озвучивали
- Масакадзу Морита — Ичиго Куросаки
- Фумико Орикаса — Рукия Кучики
- Роми Паку — Тосиро Хицугая
- Акира Исида — Содзиро Кусака

## Другие медиа
Экранизация ранобэ была выпущена 22 декабря 2007 года.
Сёдзиро Кусака появляется в видеоигре PSP Bleach: Heat the Soul 5, Bleach: Heat the Soul 6 и Bleach: Heat the Soul 7 в качестве игрового персонажа.

## Саундтрек
«Bleach: The DiamondDust Rebellion Original Soundtrack» (яп. 劇場版 BLEACH The DiamondDust Rebellion Original Soundtrack) — саундтрек ко второму фильму. Композитор — Сагису Сиро, музыку исполняет Лондонский филармонический оркестр.
| №   | Название                 | Длительность |
| --- | ------------------------ | ------------ |
| 1.  | «Kingdom Treasure Stamp» | 1:44         |
| 2.  | «Attack On The Beat»     | 1:31         |
| 3.  | «The Fate»               | 1:53         |
| 4.  | «Start To Investigate»   | 1:20         |
| 5.  | «Disastrous Scene»       | 0:49         |
| 6.  | «Diamond Dust»           | 2:54         |
| 7.  | «Execution»              | 0:28         |
| 8.  | «Guitar III»             | 3:02         |
| 9.  | «Recollection I»         | 1:20         |
| 10. | «World #5»               | 2:54         |
| 11. | «Nightmare»              | 2:16         |
| 12. | «Uneasiness»             | 2:04         |
| 13. | «Feudal Society»         | 1:42         |
| 14. | «Wanderer»               | 3:34         |
| 15. | «Recollection II»        | 2:57         |
| 16. | «Assassination»          | 0:45         |
| 17. | «Baddest Presentiment»   | 0:52         |
| 18. | «World #7 Blue»          | 2:14         |
| 19. | «Encirclement Battle»    | 1:47         |
| 20. | «Recollection III»       | 2:31         |
| 21. | «A Jam Blues»            | 5:25         |
| 22. | «Japanesq»               | 2:01         |
| 23. | «The Rest of Your Life»  | 3:25         |
| 24. | «Treachery»              | 3:22         |
| 25. | «Showing Off»            | 3:45         |
| 26. | «Invasion»               | 2:50         |
| 27. | «Break Through Even»     | 1:45         |
| 28. | «Spiritual Bonds»        | 5:10         |
| 29. | «DB Blues»               | 2:12         |

## Приём
Фильм занял 4-е место в японском прокате и занимал первое место в десятке до 5-й недели.
DVD-релиз фильма стал первым самым продаваемым аниме, выпущенным на той неделе, и в настоящее время выходит на многих разных языках.